# Hans Schjellerup
Hans Carl Frederik Christian Schjellerup (Odense, 8 febbraio 1827 – Copenaghen, 13 novembre 1887) è stato un astronomo danese.
Nel 1874 ha tradotto in francese il Libro delle stelle fisse di Abd al-Rahmān al-Sūfi.
A lui è dedicato il cratere Schjellerup.